# Dubai World Trade Center

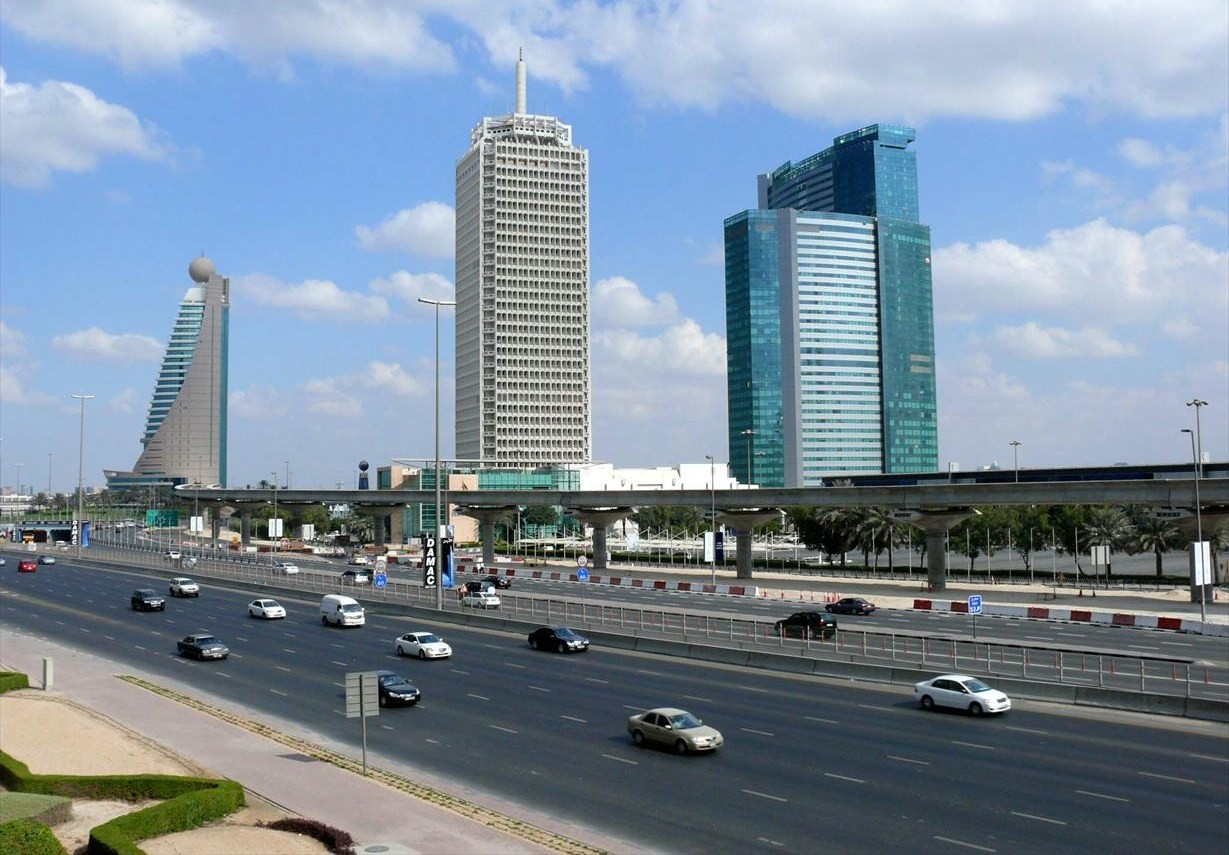

Het Dubai World Trade Center (DWTC) (Arabisch:مركز التجارة العالمي دبي) is een kantoorgebouw in Dubai. Het gebouw was een opdracht van Sjeik Rasjid bin Said Al Maktoem. Het gebouw ligt aan de Sheikh Zayed Road. Het gebouw werd gebouwd in 1978 en was toen het hoogste gebouw van Dubai. Het gebouw werd geopend door sjeik Rasjid bin Said Al Maktoem en door koningin Elizabeth II.
Het gebouw heeft 39 verdiepingen en is 149 meter hoog. In het gebouw zijn 8 hallen voor tentoonstellingen en kantoren van onder andere FedEx, General Motors, Johnson & Johnson, MasterCard, Schlumberger, Sony en 6 consulaten
Het gebouw speelde een belangrijke rol bij de economie van de Verenigde Arabische Emiraten. Op het bankbiljet van 100 dirham staat het gebouw afgebeeld.